# 鈴木長十
鈴木 長十（すずき ちょうじゅう、1904年／1905年- 1979年8月2日）は、日本の教師、予備校講師。駿台高等予備校（現・駿台予備学校）学長。駿台高等予備校英語科講師、初代英語科主任として、戦前・戦後の受験英語界の第一線で活動した。

## 経歴
東京高等師範学校（後の東京教育大学、現・筑波大学）英語教員養成科を卒業後、駒込中学の英語講師であった。その傍らで駿台で講師をしていた岡田實麿の補佐をしていたが、1939年に岡田が病気で講義を辞退すると駿台の専任講師となった。講師として徹底的な教材研究・下調べ・独特の教授法を得て、予備校講師の傍ら講師として大学へ出講した。晩年は駿台の学長に着任した。1979年、肺癌により74歳で死去した。後任の英語科主任には伊藤和夫が就任した。

## 補足
- 伊藤和夫と共に執筆に携わった『基本英文700選』は1970年代から1980年代の受験生に使用された[要出典]。また、『新・基本英文700選』として改訂・出版された。
- 予備校講師の中で彼の講義に影響を受けた者も多く、特に今井宏の口癖の「てんてんぷるぷる」等は鈴木の口癖だった[1]。
- A is no more B than C is D. の比較表現をクジラの構文として紹介した。

## 著書

### 単著
- 『英文解釈の根柢 総括・整理』（学友社、1947年）
- 『基本英文700選』伊藤和夫共編（駿台文庫、1968年）
- 『必修英単語3000選』伊藤和夫共編（駿台文庫、1985年）

### 共著
- （伊藤和夫共著）『試験の英単語完全整理』（実業之日本社、1972年）
- （伊藤和夫共編）『大学入試3000語 駿台高等予備校副読本』（駿台文庫、1979年）